# دریاچه ایچکول
دریاچه ایچکول (عربی: بحيرة اشكل) یک دریاچه در شمال تونس است، که در ۲۰ کیلومتری بنزرت، شمالی‌ترین شهر آفریقا در کنار دریای مدیترانه، واقع شده‌است. 